# Budynek zamieszkania zbiorowego
Budynek zamieszkania zbiorowego – budynek przeznaczony do okresowego pobytu ludzi, w szczególności hotel, motel, pensjonat, dom wypoczynkowy, dom wycieczkowy, schronisko młodzieżowe, schronisko, internat, dom studencki, budynek koszarowy, budynek zakwaterowania na terenie zakładu karnego, aresztu śledczego, zakładu poprawczego, schroniska dla nieletnich, a także budynek do stałego pobytu ludzi, w szczególności dom dziecka, dom rencistów i dom zakonny.